# カメラと機関車
『カメラと機関車』（カメラときかんしゃ）は、1938年（昭和13年）に玄光社から出版された、吉川速男 （1890年 - 1959年）による鉄道写真集。
吉川は写真の実技についての本を何冊も手掛けており、日本最初の鉄道趣味雑誌である『鉄道』の毎号の巻頭グラビアを飾るばかりでなく記事も執筆していた。
1993年にアテネ書房から鉄道名著集成シリーズの一冊として復刊された。